# Omega Canis Majoris
Omega Canis Majoris (ω CMa / 28 Canis Majoris / HD 56139) és un estel a la constel·lació del Ca Major de magnitud aparent +4,02. S'hi troba a 910 anys llum del sistema solar.
Omega Canis Majoris és un estel blanc-blavenc de tipus espectral B2IV-Ve amb característiques intermèdies entre una subgegant i un estel de la seqüència principal. Té una temperatura d'aproximadament 21.750 K i és 11.800 vegades més lluminosa que el Sol. El seu radi és 7,7 vegades més gran que el radi solar i rota amb una velocitat d'almenys 112 km/s, implicant un període de rotació inferior a 3,4 dies. És una estrella Be similar, per exemple, a Gomeisa (β Canis Minoris) o a κ Canis Majoris; aquests estels emeten radiació des d'un disc circumestel·lar d'origen incert, però relacionat en qualsevol cas amb la ràpida rotació estel·lar. Així mateix, com succeeix amb molts estels d'aquesta classe, està catalogada com a variable Gamma Cassiopeiae, el prototip de la qual és la pròpia γ Cassiopeiae. Les variacions de lluentor són erràtiques i en el cas d'Omega Canis Majoris, són visibles a ull nu.
Omega Canis Majoris té una edat lleugerament inferior a vint milions d'anys. La seva massa, 10,5 vegades major que la massa solar, és prou elevada perquè concloga la seva vida esclatant com una supernova.